# Naltrindol
Naltrindol je visoko potentni i selektivni antagonist delta opioidnog receptora koji se koristi u biomedicinskim istraživanjima.

## Dizajn leka
Pošto peptidna jedinjenja ne mogu da pređu krvno moždanu barijeru, naltrindol je razvijen kao ne-peptidni antagonist koji je analogan delta-preferentnom endogenom opijatu enkefalinu. Enkefalin sadrži aromatičnu fenil grupu u svom 4 ostatku, za koju se pretpostavljalo da je "adresa" sekvence odgovorne za opijatni afinitet za delta opioidni receptor. Dodavanje molekula indola (koji sadrži fenol) na C-prsten morfinanske osnove naltreksona je uspečno proizvelo lek visokog afiniteta, koji se skoro ekskluzivno vezuje za delta opioidni receptor.

## Spoljašnje veze
|  | Molimo Vas, obratite pažnju na važno upozorenje u vezi sa temama iz oblasti medicine (zdravlja). |